# کوه کانگ
کوه کانگ‌شان یا کوه کانگ (چینی ساده: 苍山; چینی سنتی: 蒼山; پین‌یین: Cāngshān) که همچنین به نام کوه دیان‌کانگ (چینی ساده: 点苍山; چینی سنتی: 點蒼山; پین‌یین: Diǎncāngshān) نیز شناخته می‌شود، رشته‌کوهی در غرب شهر دالی، استان یون‌نان در جنوب‌غربی چین است.
بلندترین قله در این رشته‌کوه، مالونگ با ارتفاع ۴٬۱۲۲ متر است، اما در این رشته‌کوه ۱۸ قلهٔ دیگر با بلندی ۳٬۵۰۰ متر نیز وجود دارند.